# Tap Root Manuscript
| Neil Diamond                     | Neil Diamond                | Neil Diamond                |
| Un álbum de Neil Diamond         | Un álbum de Neil Diamond    | Un álbum de Neil Diamond    |
| -------------------------------- | --------------------------- | --------------------------- |
| Lanzamiento                      | 1970                        | 1970                        |
| Grabación                        | 1970                        | 1970                        |
| Género                           | rock pop                    | rock pop                    |
| Duración                         | 35:35                       | 35:35                       |
| Compañía grabación               | MCA                         | MCA                         |
| Productor                        | Neil Diamond y Tom Catalano | Neil Diamond y Tom Catalano |
| Calificación profesional         |                             |                             |
| * All Music Guide (4.5/5)        |                             |                             |
| Cronología de Neil Diamond       |                             |                             |
| Touching You, Touching Me (1969) | Tap Root Manuscript (1970)  | Stones (1971)               |

Tap Root Manuscript es un disco del cantante y compositor Neil Diamond grabado en 1970, que llegó en listas a la posición 13 del Pop en el Billboard (11-21-71).
Contiene:
1. Cracklin' Rosie
2. Free life
3. Coldwater morning
4. Done too soon
5. He ain't heavy, he's my brother
6. Childsong (African Trilogy)
7. I am the lion
8. Madrigal
9. Soolaimon
10. Missa
11. African Suite
12. Childsong (reprise).

Todas compuestas por Neil Diamond a excepción de «He ain't heavy, he's my brother» compuesta por Bob Rusell y Bobby Scott la cual llegaría en listas a las posiciones 20 en el Pop y 4 en el Adulto Contemporáneo, posteriormente esta canción sería número 7 en el Pop al ser interpretada por el grupo inglés The Hollies. Siendo esta última la versión más recordada de la canción.
Las canciones del disco están creadas en una variedad de ritmos: «Cracklin' Rosie» (rosa marchita en español) es rock-pop y fue primer lugar en las listas del pop (8-22-70), Free Life es una canción en jazz-folk, «Coldwater Morning» es una balada y «Done Too Soon» (que trata de personajes famosos muertos prematuramente y fue escrita durante un vuelo en avión) es como una balada sinfónica. Las demás canciones son parte de un ballet folclórico entre góspel y melodías africanas titulado African Trilogy que habla de los tres momentos de la vida de un ser humano: nacimiento, madurez y muerte. Diamond solo canta en «I Am the Lion» y «Soolaimon». 
El trabajo orquestal y coral de este álbum hizo que Diamond empezara a ser catalogado como ambicioso, y le dio reconocimiento como compositor, posteriormente gracias a esto le ofrecerían hacer la pista sonora de la película Jonathan Livingston Seagull (Juan Salvador Gaviota). Algunas estaciones de radio pasaban el African Trilogy completo, pero en la mayoría solo tocaban «Soolaimon» (que significa la paz te acompañe), que llegó en listas del Pop a la posición 30, mientras que en las listas del Adulto Contemporáneo llegó a la posición 5.
- Datos: Q7684373